# Melitoma grisella
Melitoma grisella är en biart som först beskrevs av Cockerell och Porter 1899.  Melitoma grisella ingår i släktet Melitoma och familjen långtungebin. Inga underarter finns listade i Catalogue of Life.